# محمد البوعناني
محمد عبد السلام بن العربي البوعناني شاعر وإعلامي مغربي من مواليد مدينة أصيلة في 30 مارس 1929. من بين البرامج التي قدّمها للإذاعة والتلفزة المغربية: «مجلة البحر»، و«المفاتيح السبعة»، و«لو يحكي البحر».

## مسيرته
حفظ القرآن بالمدرسة القرآنية، وبعد أن أنهى الدراسة الابتدائية انتقل إلى تطوان فأنهى دراسته الثانوية، ثم التحق بالمدرسة العليا للمعلمين وتخرج فيها سنة 1950 بدرجة ممتاز.
عمل مدرسا بــالريف، ثم تطوان، ثم جذبته الإذاعة فترك مهنة التعليم ليعمل بالإذاعة المغربية بالرباط، ثم بالقسم العربي لإذاعة باريس، وبعد استقلال المغرب التحق مرة أخرى بإذاعة المملكة المغربية كرئيس للبرامج. تولى رئاسة تحرير مجلتي (الفنون) و (حدائق)، كما عمل مراسلاً لعدد من الصحف العربية المشرقية.
أنتج للإذاعة عشرات البرامج، كما قدم العديد من المسابقات الثقافية بالتلفزيون المغربي.
عضو مؤسس لجمعية المحيط (بأصيلة)، الرئيس المؤسس لجمعية البرولا إنقاذ (بأصيلة).
ظهرت موهبته الشعرية في وقت مبكر، وبدأ ينشر قصائده في نهاية الأربعينيات بمجلات الأنيس، والأنوار، والمعرفة، والآداب، والزهور، والأديب، والدوحة، وآفاق، ودعوة الحق، واللقاء، والأسبوع المغربي، والحرس الوطني، والمجلة العربية، والسنابل، والفكر، وفي العديد من الصحف العربية الأخرى.

## من مؤلفاته
له ثلاثة دواوين مخطوطة هي:
- الليل الأبيض،
- الليل الأحمر
- الليل الأخضر.[2]